# Blakea wilsoniorum
Blakea wilsoniorum är en tvåhjärtbladig växtart som beskrevs av Frank Almeda. Blakea wilsoniorum ingår i släktet Blakea och familjen Melastomataceae. Inga underarter finns listade i Catalogue of Life.